# تحفيز كهربائي وظيفي
التحفيز الكهربائي الوظيفي هو تقنية تستخدم نبضات كهربائية ذات طاقة منخفضة لتوليد حركات الجسم صنعيًا لدى الأفراد المصابين بالشلل بسبب أذية الجهاز العصبي المركزي. يُستخدم التحفيز الكهربائي الوظيفي بصورة أدق لتوليد تقلص عضلي أي إنتاج وظائف في الأطراف المشلولة مثل الإمساك بالأشياء والمشي وإفراغ المثانة والوقوف. استُخدمت هذه التقنية في الأصل لتطوير بدائل عصبية وتطبيقها بغية استبدال الوظائف المعطلة بشكل دائم لدى الأفراد الذين يعانون من أذية في الحبل الشوكي أو أذية في الرأس أو سكتة دماغية أو اضطرابات عصبية أخرى. بمعنى آخر، سوف يستخدم الشخص الجهاز في كل مرة يريد فيها أداء الوظيفة المطلوبة. يشار أحيانًا إلى التحفيز الكهربائي الوظيفي باسم التحفيز الكهربائي العصبي العضلي (إن إم إي إس).
استُخدمت تقنية إف إي إيس لتقديم العلاجات الخاصة بإستعادة الوظائف الحركية الإرادية مثل الإمساك بالأشياء والوصول والمشي. يُستخدم التحفيز الكهربائي الوظيفي بشكله هذا علاجًا قصير الأمد، ويهدف إلى استعادة الوظيفة الإرادية ولا يمكن الاعتماد على جهاز التحفيز الكهربائي الوظيفي مدى الحياة، ومن هنا جاء اسم علاج بالتحفيز الكهربائي الوظيفي، أو علاج إف إي إس (إف إي تي أو إف إي إس تي). يمكن القول أن استخدام العلاج بالتحفيز الكهربائي الوظيفي يمثل تدخلًا قصير الأمد لمساعدة الجهاز العصبي المركزي لدى المريض على إستعادة قدرته على تنفيذ الوظائف المعطلة، ولا يهدف إلى جعل الشخص معتمدًا على الأطراف الاصطناعية لبقية حياته/ـا. أجريت المرحلة الثانية من التجارب السريرية الأولية للعلاج بالتحفيز الكهربائي الوظيفي فيما يخص الوصول للأشياء والإمساك بها والمشي في مؤسسة كايت التي تمثل الذراع البحثية لمعهد تورونتو لإعادة التأهيل.

## المبادئ
تعد الخلايا العصبية خلايا نشطة كهربائيًا. تُرمّز المعلومات في الخلايا العصبية وتُنقل على شكل سلسلة من النبضات الكهربائية تسمى جهود الفعل، والتي تمثل تغييرًا سريعًا في الجهد الكهربائي للخلية تقدر قيمته بنحو 80-90 مللي فولت. يعد تواتر الإشارات العصبية منظمًا؛ أي أن عدد جهود العمل التي تحدث في كل وحدة زمنية يتناسب مع شدة الإشارة المنقولة. يتراوح تردد جهد الفعل النموذجي بين 4 و12 هرتز. قد يؤدي التحفيز الكهربائي الصنعي إلى إثارة جهد الفعل عن طريق تغيير الجهد الكهربائي عبر غشاء الخلية العصبية (يشمل ذلك أيضًا المحور العصبي) بتحريض شحنة كهربائية في المنطقة المجاورة مباشرة للغشاء الخارجي للخلية.
تستفيد أجهزة التحفيز الكهربائي الوظيفي من هذه الخاصية لتفعيل الخلايا العصبية كهربائيًا، والتي تفعّل بدورها العضلات أو الأعصاب الأخرى. يجب توخي الحذر عند تصميم أجهزة التحفيز الكهربائي الوظيفي الآمنة رغم كل ما سبق، إذ قد يؤدي مرور التيار الكهربائي عبر الأنسجة إلى تأثيرات ضارة مثل انخفاض الاستثارة أو موت الخلايا. قد يحدث الضرر بسبب الأذية الحرارية أو التثقيب الكهربائي لغشاء الخلية أو المنتجات السامة الناتجة عن التفاعلات الكهروكيميائية على سطح القطب أو الإستثارة المفرطة للخلايا العصبية أو العضلات المستهدفة. تركز تقنية التحفيز الكهربائي الوظيفي على تحفيز الخلايا العصبية والأعصاب عادةً. تشمل تطبيقات التحفيز الكهربائي الوظيفي تحريض العضلات مباشرة في حال تأذي الأعصاب المحيطية المسؤولة عنها أو تلفها (أي العضلات منزوعة العصب). تعتمد غالبية أنظمة التحفيز الكهربائي الوظيفي المستخدمة حاليًا على تحفيز الأعصاب أو نقاط الوصل بين العصب والعضلة. تتضمن الحزمة العصبية المحفزة الأعصاب الحركية (الأعصاب الصادرة - الأعصاب الواردة من الجهاز العصبي المركزي إلى العضلات) والأعصاب الحسية (الأعصاب الواردة - الأعصاب الصاعدة من الأعضاء الحسية إلى الجهاز العصبي المركزي).
تستطيع الشحنة الكهربائية أن تحفز كلًا من الأعصاب الحركية والحسية. تتضمن بعض التطبيقات تحفيز الأعصاب لتوليد نشاط عضلي موضعي، أي أن التحفيز يهدف إلى توليد تقلص عضلي مباشر. يُستخدم التحفيز في تطبيقات أخرى لتفعيل منعكسات بسيطة أو معقدة. بعبارة أخرى، تُحفز الأعصاب الواردة لإثارة منعكس، ويُعبر عنه عادةً على شكل تقلص منسق لعضلة واحدة أو أكثر استجابةً لتحفيز العصب الحسي.
حين يُحفز العصب، أي حين تُقدم شحنة كهربائية كافية لخلية عصبية، يحدث نزع استقطاب موضعي لجدار الخلية ما يؤدي إلى جهد فعل ينتشر باتجاه طرفي المحور العصبي. تنتشر «موجة» واحدة من جهد الفعل عادةً على طول المحور العصبي باتجاه العضلات (الانتشار سوي المسار) وتنتشر «الموجة» الأخرى من جهود الفعل في الوقت نفسه باتجاه جسم الخلية في الجهاز العصبي المركزي (الانتشار عكسي المسار). يتماثل اتجاه الانتشار في حالتي التحفيز عكسي المسار وتحفيز العصب الحسي، أي يتجه كلاهما نحو الجهاز العصبي المركزي، ولكن تختلف آثارهما النهائية اختلافًا كبيرًا. يعتبر التحفيز عكسي المسار أحد الآثار الجانبية غير ذات الصلة للتحفيز الكهربائي الوظيفي. ظهرت في السنوات الأخيرة فرضية تشير إلى الدور المحتمل للتحفيز عكسي المسار في إعادة التأهيل العصبي. يركز التحفيز الكهربائي الوظيفي عادةً على التحفيز سوي المسار ويستخدمه لتوليد تقلصات عضلية منسقة.
في حالة تحفيز الأعصاب الحسية، تُحرض الأقواس المنعكسية عن طريق تحفيز المحاور العصبية الحسية في مواقع محيطية محددة. يعد منعكس الثني الانسحابي أحد الأمثلة على ذلك. يحدث منعكس الثني الانسحابي بشكل طبيعي حين يُطبق إحساس مفاجئ ومؤلم على أخمص القدم. ينتج عنه ثني الورك والركبة والكاحل في الساق المصابة، وبسط الساق المقابلة من أجل إبعاد القدم عن المنبه المؤلم في أسرع وقت ممكن. يمكن استخدام تحفيز العصب الحسي لتوليد المهام الحركية المرغوبة، مثل إثارة منعكس النثي الانسحابي لتسهيل المشي لدى الأفراد بعد السكتة الدماغية، أو يمكن استخدامها لتغيير المنعكسات أو وظيفة الجهاز العصبي المركزي. يوصف التحفيز الكهربائي في الحالة الأخيرة عادة بمصطلح التعديل العصبي.
يمكن تحفيز الأعصاب باستخدام أقطاب سطحية (عبر الجلد) أو تحت الجلد (ضمن الجلد أو مزروع فيه). توضع الأقطاب الكهربائية السطحية على سطح الجلد فوق العصب أو العضلة التي تحتاج إلى «تنشيط». تعد الأقطاب غير غازية للأنسجة وسهلة التطبيق وغير مكلفة عمومًا. حتى وقت قريب، ساد في مجال التحفيز الكهربائي الوظيفي اعتقاد يفيد أن معاوقة التلامس بين القطب الكهربائي والجلد ومعاوقة الجلد والأنسجة وتشتت التيار أثناء التحفيز يخلق حاجة إلى نبضات عالية الشدة لتحفيز الأعصاب عند استخدام أقطاب التحفيز السطحية مقارنةً بالأقطاب الكهربائية تحت الجلدية.
(تعد هذه العبارة صحيحة عند الحديث عن المحفزات المتاحة تجاريًا باستثناء محفز ميندموف (الذي طوره مايلوس آر بوبوفيتش)، والذي يطبق نبضة تحفيز جديدة تسمح للمحفز بتوليد تقلصات عضلية دون التسبب في انزعاج أثناء التحفيز، وهي مشكلة شائعة عند استخدام أنظمة التحفيز الكهربائي عبر الجلد المتوافرة تجاريًا، وذلك بناءً على براءات الاختراع الأمريكية 8,880,178 (2014)، 9,440,077 (2016) و9,592,380 (2016) وبراءات الاختراع الأجنبية ذات الصلة).
يتمثل أحد القيود الرئيسية للتحفيز الكهربائي عبر الجلد في أن بعض الأعصاب، مثل تلك التي تعصب عضلات الورك، عميقة جدًا ولا يمكن تحفيزها باستخدام الأقطاب الكهربائية السطحية. يمكن تدبير هذا الأمر جزئيًا باستخدام مصفوفات من الأقطاب الكهربائية، والتي يمكن أن تستخدم عدة نقاط ملامسة كهربائية لزيادة الانتقائية.
يمكن تقسيم الأقطاب الكهربائية تحت الجلدية إلى أقطاب كهربائية عن طريق الجلد وأقطاب مزروعة. تتكون الأقطاب الكهربائية عن طريق الجلد من أسلاك رفيعة تُدخل عبر الجلد ثم في الأنسجة العضلية القريبة من العصب المستهدف. تبقى هذه الأقطاب عادة في مكانها لفترة قصيرة من الوقت وتُستخدم فقط لتدخلات التحفيز الكهربائي الوظيفي قصيرة الأمد. تجدر الإشارة إلى أن بعض المجموعات، مثل مركز كليفلاند للتحفيز الكهربائي الوظيفي، تمكنت من استخدام الأقطاب الكهربائية عن طريق الجلد بأمان لدى المرضى الفرديين لأشهر وسنوات في وقت واحد. يكمن أحد عيوب استخدام الأقطاب الكهربائية عن طريق الجلد في كونها عرضة للعدوى ويجب توخي الحذر الشديد لمنع مثل هذه الأحداث.
تمثل الأقطاب المزروعة الفئة الأخرى من الأقطاب الكهربائية تحت الجلد. تُزرع بشكل دائم في جسم المستهلك وتبقى في الجسم لبقية حياته. بالمقارنة مع أقطاب التحفيز السطحي، يحتمل أن الأقطاب الكهربائية المزروعة والأقطاب عن طريق الجلد يتمتعان بانتقائية تحفيزية أعلى، وهي خصائص مرغوبة لأنظمة التحفيز الكهربائي الوظيفي. يوصى بأن يكون كل من المهبط والمصعد على مقربة من العصب الذي يجري تحفيزه لتحقيق انتقائية أعلى مع تطبيق سعة تحفيز أقل. تتمثل عيوب الأقطاب الكهربائية المزروعة في حاجتها إلى إجراء جراحي غازٍ لتثبيتها، وكما هو الحال في كل تدخل جراحي، يوجد احتمال حدوث العدوى بعد الزرع.
تتضمن بروتوكولات التحفيز النموذجية المستخدمة في التحفيز الكهربائي الوظيفي السريري سلسلة من النبضات الكهربائية. تُستخدم نبضات متوازنة ثنائية الطور ومشحونة لأنها تعزز أمان التحفيز الكهربائي وتقلل بعض الآثار الضارة. تعد مدة النبضة وسعتها وتواترها مؤشرات رئيسية تنظمها أجهزة التحفيز الكهربائي الوظيفي. قد تكون هذه الأجهزة منظمة بالتيار أو الجهد. تُرسل أنظمة التحفيز القائمة على تنظيم التيار دائمًا نفس الشحنة إلى الأنسجة بغض النظر عن معاوقة الجلد والأنسجة، ولا تتطلب بالتالي أي تعديلات متكررة على شدة التحفيز. قد تتطلب الأجهزة القائمة على تنظيم الجهد تعديلات المتكررة في شدة التحفيز، إذ تتغير الشحنة التي يُرسلها الجهاز مع تغير معاوقة الجلد والأنسجة. تحدد خصائص سلسلة نبض التحفيز وعدد القنوات المستخدمة أثناء التحفيز مدى تعقيد وتشابك الوظيفة التي يحرضها التحفيز الكهربائي الوظيفي. قد يكون النظام بسيطًا مثل أنظمة التحفيز الهادفة إلى تقوية العضلات، أو قد يكون معقدًا مثل أنظمة التحفيز المستخدمة لتمكين الوصول للأشياء والإمساك بها في وقت واحد أو الحركة على القدمين.